# J-Game
〈J-Game〉은 타이완의 가수, 채의림의 7번째 정규 앨범이다. 타이완에서는 2005년 4월 25일 발매되었다.

## 수록곡
1. Intro
2. 野蠻遊戲
3. 許願池的希臘少女
4. 天空
5. 睜一隻眼閉一隻眼
6. 反覆記號
7. 酸甜
8. Oh Oh
9. 獨占神話
10. 追殺邱比特
11. 好想你